# Maria Fricioiu
Maria Fricioiu (Golăiești, 16 maart 1960) is een Roemeens roeister.
Fricioiu nam tweemaal deel aan de Olympische Zomerspelen en won bij haar tweede deelname in 1984 de gouden medaille in de vier-met. Fricioiu won ook twee zilveren en één bronzen medaille op de wereldkampioenschappen.

## Resultaten

### Olympische Zomerspelen
| Jaar | Plaats      | Resultaten                   |
| ---- | ----------- | ---------------------------- |
| 1980 | Moskou      | 4e in de vier-met-stuurvrouw |
| 1984 | Los Angeles | in de vier-met-stuurvrouw    |

### Wereldkampioenschappen roeien
| Jaar | Plaats     | Resultaten                |
| ---- | ---------- | ------------------------- |
| 1979 | Bled       | in de vier-met-stuurvrouw |
| 1983 | Duisburg   | in de vier-met-stuurvrouw |
| 1985 | Hazewinkel | in de vier-met-stuurvrouw |

1976: Karin Metze & Bianka Schwede & Gabriele Lohs & Andrea Kurth & Sabine Heß ·
1980: Ramona Kapheim & Silvia Fröhlich & Angelika Noack & Romy Saalfeld & Kirsten Wenzel·
1984: Florica Lavric & Maria Fricioiu & Chira Apostol & Olga Bularda & Viorica Ioja·
1988: Martina Walther & Gerlinde Doberschütz & Carola Hornig & Birte Siech & Sylvia Rose